# أوروكيت
أوروكيت (بالإنجليزية: Orokeet)‏ اسم يطلق في أساطير استراليا على الروح الشرير المذكر والمؤنث معا.